# Per Husted
Per Husted Nielsen (født 6. april 1966 i Kolding) er en dansk politiker der siden 2022 har været medlem af Folketinget for Socialdemokraterne, valgt i Mariagerfjordkredsen. Han  er tidligere byrådsmedlem i Mariagerfjord Kommune og var viceborgmester fra 2014 til 2018. Per Husted meddelte i marts 2017, at han ikke ville genopstille ved kommunalvalget 21. november 2017 for i stedet at blive kandidat til Folketinget, som han er indtrådt i som stedfortrædende medlem 11 gange.
Per Husted flyttede til Hadsund i 1996 da han blev erhvervschef for Hadsund Erhvervsråd. Han er gift med skolelærer Lene Kolding Abrahamsen. Parret har to børn.
Han er matematisk student fra Munkensdam Gymnasium i Kolding (fra 1982 til 1985) og uddannet cand.merc. fra Handelshøjskolen i København, fra 1986 til 1993. 
Per Husted er selvstændig med virksomheden PH Information ApS, hvor han administrerer og udvikler erhvervsejendomme – se bl.a. vs-erhverv.dk. Han har også undervist på Handelsgymnasiet i Hobro i flere år ligesom han har været erhvervschef i Hadsund fra 1996 til 2006. 

## Curriculum Vitae

### Parlamentarisk karriere
- Medlem af Udvalget for Videnskab og Teknologi 2010-2011.
- Stedfortræder i flere perioder 2009-2021.

### Uddannelse og erhverv
- Matematisk student, Munkensdam Gymnasium i Kolding, fra 1982 til 1985.
- Handelshøjskolen i København, fra 1986 til 1993.

- Selvstændig fra 2006.
- Underviser på Handelsskolen Tradium, 2006-2009 og igen fra 2012.
- Erhvervschef for Hadsund Erhvervsråd, fra 1996 til 2006.

### Tillidshverv
- Bestyrelsesposter, direktionsmedlem og medejerskab i flerevirksomhedsfællesskaber  - Jacob Møllers Gård A/S, Ved Stranden Erhverv A/S, Ved Havnen Erhverv A/S, Erhvervshuset Revlingen A/S, Erhvervshuset Ved Ålborgvej A/S, Erhvervshuset Ved Banen A/S, Hadsund Erhvervspark og Cemtec.
- Medlem af repræsentantskabet for ELRO fra 2010.
- Borgmesterkandidat for Socialdemokratiet i Mariagerfjord Kommune ved kommunalvalget 2013.